# Beekerhoek
Beekerhoek is een bedrijventerrein in de gemeente Beek in het zuiden van de Nederlandse provincie Limburg. Het bedrijventerrein is 16 hectare groot en ligt aan de rand van Beek, nabij het Station Beek-Elsloo en langs de A2 en de A76, in de buurt van Knooppunt Kerensheide. Midden op het bedrijventerrein ligt de Makado.

## Stichting Beekerhoek
In 1980 is Stichting Beekerhoek opgericht, een club van ongeveer 50 ondernemingen die zorgen voor een collectieve verzorging van het bedrijventerrein. Deze stichting doet dit in samenwerking met de gemeente Beek.